# 下兵庫幸福站
下兵庫幸福站（日语：／ Shimohyogo-Kofuku eki */?）是位於福井縣坂井市坂井町下兵庫，越前鐵道的三國蘆原線車站。車站編號為E36。

## 概要
在此站啟用時的車站名稱為下兵庫站。名稱取自坂井市內流過的兵庫川下流位置。
在2017年坂井市的「一個可以微笑生活的小鎮」之品牌推廣事業中，把此站名改為下兵庫幸福站。當中站名中的「幸福」，是取自曾經在車站附近一帶興福寺（興福與幸福的日語同音）之莊園，也同時取自福井縣為全日本幸福度第一名而命名。改名紀念典禮邀請了興福寺貫首（改名當時）的多川俊映來臨，由多川所寫的「心」字的匾額設置於車站大樓內。

## 歷史
- 1928年12月30日：三國蘆原電鐵下兵庫站啟用[1]。
- 1942年8月1日：京福電氣鐵道（京福）收購合併三國蘆原電鐵，成為京福電氣鐵道三國蘆原線車站[7][8]。
- 1967年4月7日：終止貨物起卸業務[9]。
- 1970年7月1日：車站業務開始委託[9]。
- 2001年6月25日：由於越前本線事故（日语：京福電気鉄道越前本線列車衝突事故），京福電氣鐵道被勒令停運所有路線，本站亦被暫停服務[10][11]。
- 2003年：

- 2月1日：車站設施轉讓至越前鐵道。
- 8月10日：路線重開。

- 2017年3月25日：車站改名為下兵庫幸福站[2][3][4]。
- 2024年10月11日：越前鐵道及福井鐵道均可使用ICOCA及全國通用IC卡付款[13][14]。

## 車站構造

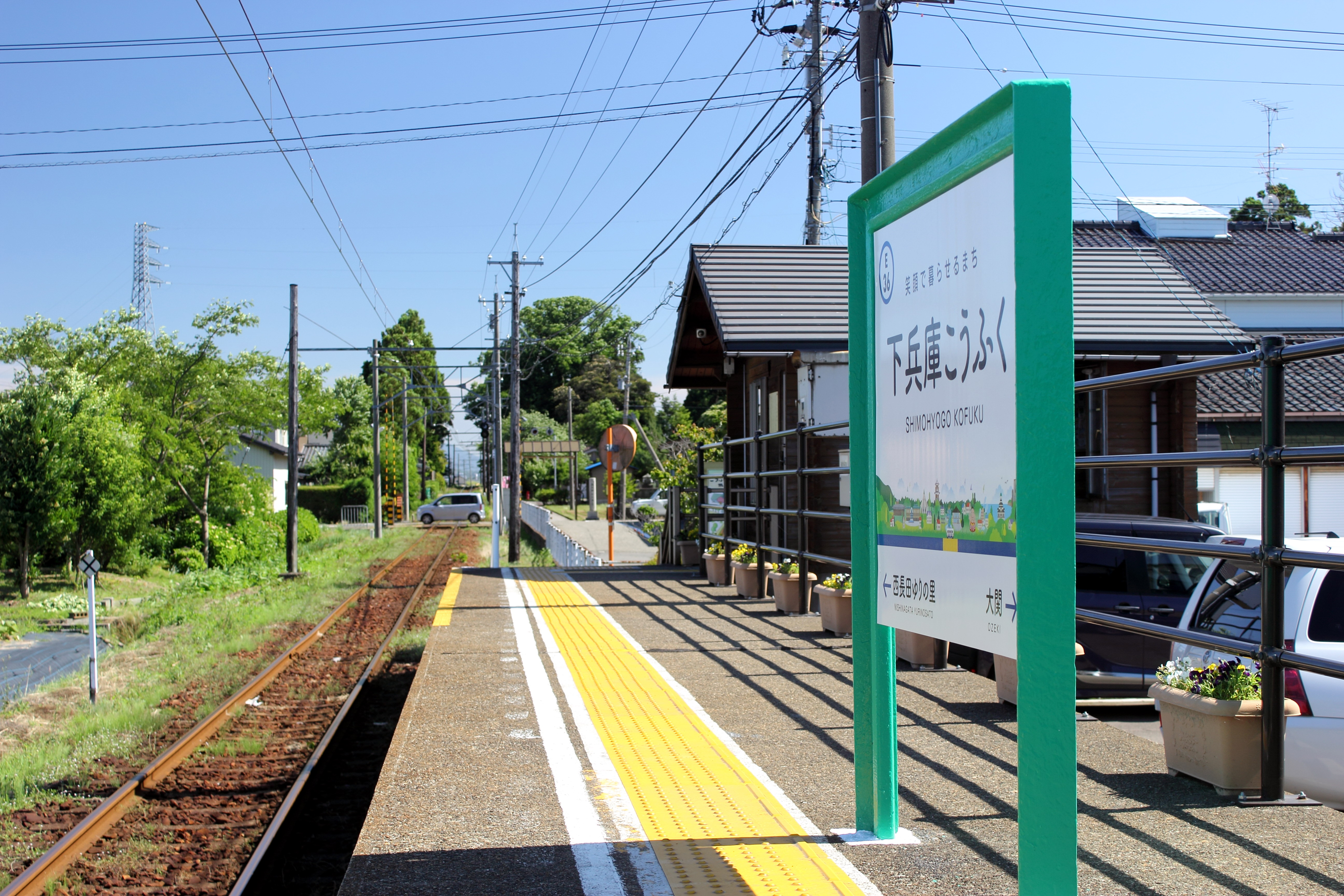
月台

車站是一座地面車站，設有1面1線單式月台。此站設有候車室。站內設有停車場（7個車位）和單車停泊場。
月台上設有站名牌，沒有上蓋。月台南邊設有木製候車室，月台側設有出入口。

## 使用狀況
在「令和4年坂井市統計年報」中，以下為1日平均乘車人次：
| 乘車人次變化 | 乘車人次變化 | 乘車人次變化 |
| 年度         | 1日平均人次  | 參考資料     |
| ------------ | ------------ | ------------ |
| 2007年       | 95           | [ 18 ]       |
| 2008年       | 85           | [ 19 ]       |
| 2009年       | 83           |              |
| 2010年       | 87           |              |
| 2011年       | 86           |              |
| 2012年       | 79           |              |
| 2013年       | 74           |              |
| 2014年       | 66           |              |
| 2015年       | 72           |              |
| 2016年       | 67           |              |
| 2017年       | 81           |              |
| 2018年       | 76           |              |
| 2019年       | 67           |              |
| 2020年       | 49           |              |
| 2021年       | 58           |              |

## 車站周邊
車站位於村落中心，周邊為田園地帶。在車站名稱改名同時，車站周邊的散歩路線命名為「幸福路」。此站最接近坂井市政廳、坂井市政廳坂井綜合分所。
- 坂井市立兵庫小學

## 相鄰車站
越前鐵道
■三國蘆原線
□快速（只有上行班次）、■普通
西長田百合之里（E35）－下兵庫幸福（E36）－大關（E37）

## 注腳
1. 1 2 3 4 5  川島 2010，第85頁.
2. 1 2 3   (PDF). 坂井市秘書広報課: 2–3. 2017-03-09  [2021-03-02]. （原始内容 (PDF)存档于2021-07-17） （日语）.
3. 1 2  . 産経ニュース. 2017-02-24  [2021-06-15]. （原始内容存档于2021-12-21） （日语）.
4. 1 2 3 4  . 朝日新聞數碼. 2017-03-26  [2021-03-02]. （原始内容存档于2019-10-03） （日语）.
5. ↑  . 朝日新聞デジタル. 2019-02-01  [2021-03-02]. （原始内容存档于2020-06-14） （日语）.
6. ↑  . 日本旅行. 2017-05-19  [2019-10-03]. （原始内容存档于2021-10-10） （日语）.
7. ↑  朝日 2011，第8頁.
8. ↑  京福 2003，第29頁.
9. 1 2 3  京福 2003，第143頁.
10. 1 2 3  朝日 2011，第9頁.
11. ↑  京福 2003，第34頁.
12. ↑  安田・松本 2017，第10頁.
13. ↑  えちぜん鉄道と福井鉄道 交通系ＩＣカード導入１０月１１日〜 （页面存档备份，存于），NHK News，2024年9月22日。
14. ↑  えちぜん鉄道と福井鉄道が交通系ICカード導入　10月11日からICOCA、Suicaなどでキャッシュレス決済対応 （页面存档备份，存于），福井新聞，202年9月7日。
15. ↑  川島 2010，第32頁.
16. ↑  「15.交通・通信」，令和4年坂井市統計年報，第106頁 （页面存档备份，存于）。
17. ↑  國土數値情報　駅別乗降客數データ （页面存档备份，存于） - 統計情報リサーチ，2024年2月11日閱覽。
18. ↑   (PDF). 坂井市情報統計課: 104. 2021-04-01  [2021-07-22]. （原始内容 (PDF)存档于2021-07-23） （日语）.
19. ↑   (PDF). 坂井市情報統計課: 105. 2021-04-01  [2021-07-22]. （原始内容 (PDF)存档于2021-07-23） （日语）.

## 外部連結
- 下兵庫幸福站 （页面存档备份，存于）（日語） - 越前鐵道